# Pachybrachis croftus
Pachybrachis croftus är en skalbaggsart som beskrevs av Bowditch 1909. Pachybrachis croftus ingår i släktet Pachybrachis och familjen bladbaggar. Inga underarter finns listade i Catalogue of Life.